# Уотервилл (город, Миннесота)
Уотервилл (англ. Waterville) — город в округе Ле-Сур, штат Миннесота, США. На площади 6 км² (4,4 км² — суша, 1,6 км² — вода), согласно переписи 2002 года, проживают 1833 человека. Плотность населения составляет 420,4 чел./км².
- Телефонный код города — 507.
- Почтовый индекс — 56096.
- FIPS-код города — 27-68584[1].
- GNIS-идентификатор — 0653836[2].